# کتاب‌درمانی
کتاب‌درمانی (به آلمانی: Bibliotherapie) یکی از شیوه‌های درمانی است که با استفاده از فن کتاب خواندن انجام می‌شود. کودکان هنگام استفاده از کتاب، سه فرایند را تجربه می‌کنند: همانند سازی، درگیر شدن احساسات و یافتن راه‌حل مناسب.
این روش درمان اگر به درستی انجام گیرد، سودهای بسیاری در پی دارد، از جمله تخلیهٔ احساسات، همانند سازی کودک با شخصیت داستان، فعال شدن تخیل کودک، تجربهٔ لحظه‌های شاد و تقویت تفکر مثبت. کتاب‌درمانی راهی مناسب برای کاهش فشارهای روحی و جسمی است که استفاده از آن در موارد ویژه پیشنهاد می‌شود.

## کتاب‌درمانی چیست؟
کتاب‌درمانی «روان‌درمانی با استفاده از فن کتاب خواندن» است.
اصطلاح «کتاب‌درمانی» از دو واژهٔ «بیبلیوس» به معنای کتاب و «تراپیا» به معنای درمان گرفته شده‌است. کارشناسان، این روش درمانی را در حوزه‌های مختلف گسترش داده‌اند و می‌کوشند تا از این شیوه که به نظر می‌رسد کم و بیش فراموش شده‌است، برای درمان بسیاری از اختلالات روانی و جسمی، نه تنها کودکان، بلکه بزرگسالان نیز بهره ببرند.
کتاب‌درمانی یک روش جایگزین برای درمان‌های سنتی محسوب نمی‌شود، امّا می‌تواند بسیار راهگشا باشد. تاثیر «کتاب‌ درمانی» زمانی مشخص می‌شود که به مطالعه‌‌ی داستان‌هایی بپردازید که شخصیت‌های آن‌ها با احساسات فعلی و وقایع پیرامون شما منطبق باشند؛ هرچند این مزایا چندان قابل‌اندازه‌گیری نیستند.